# Marketing conversacional
Marketing Conversacional é o conceito que abrange atividades pertinentes ao Marketing, como geração de demanda e exploração de mercado, mas voltadas ao contexto das conversas. O conceito surge com a popularização de tecnologias como chatbots e assistentes virtuais, como Alexa, Siri e Google Home. Esses robôs são capazes de interagir com humanos por meio de conversa trouxeram novas possibilidades de marketing, como ações, campanhas e até comercialização de produtos a partir de conversas.
É parte do Marketing 4.0, por utilizar a tecnologia e canais digitais junto a canais convencionais, como telefone e mídia impressa, e trabalha com a ideia do consumidor além de um mero receptor, mas como alguém que participa de forma ativa da construção de marcas, produtos e serviços de sua preferência. A oportunidade de promover negócios de forma conversacional já rende tecnologias aptas a utilizar de recursos presentes na conversação do dia a dia.
Uma das premissas do Marketing Conversacional é que a humanização do atendimento feito por robôs (bots) está na prontidão e qualidade da resposta esperada pelo cliente e não, necessariamente, no atendimento humano. Outras premissas são diminuição do tempo de espera, identificação de contatos e qualificação de contatos comerciais, além de criação de engajamento.

## Engajamento
O engajamento, por sinal, é um dos principais indicadores no marketing que deve ser levado em consideração pelas empresas e pelos profissionais de marketing. Dessa forma, é necessário conhecer o que é engajamento, o seu papel e como pode ser construído na estratégia de marketing. Esse assunto merece um tópico em especial, uma vez que na pesquisa realizada para dissertação de mestrado em Administração, Oliveira (2016)  afirma que o engajamento traz diversos benefícios para a empresa ou marca, já que é por meio dele que o cliente continuará a participar, interagir, se envolver e recomendar a marca para seus amigos, familiares e membros de sua rede de mídias sociais.

## Casos de uso do Marketing Conversacional
Uma das primeiras grandes empresas a adotar estratégias conversacionais de promoção e vendas foi o eBay, que recriou parte de seu e-commerce em um chatbot capaz de interagir com compradores, tirar dúvidas e fazer o checkout do pedido.
No Brasil, GOL e KLM criaram um game conversacional, que é executado em um chatbot no Facebook e coloca o usuário em uma investigação ao estilo da série de jogos Carmen Sandiego. Outros exemplos famosos é o chatbot em memória à vereadora Marielle Franco, assassinada no Rio de Janeiro em 2017, e a Fabi Grossi, projeto da Unicef com o Facebook criado para combater Vingança pornô e crimes virtuais contra mulheres.
O Amazon também está trabalhando no Echo Look, uma aplicação de moda ativada pela assistente virtual Alexa capaz de analisar as roupas dos usuários, dar dicas de modas e sugerir peças para complementar o figurino, que podem ser compradas por comandos de voz, remetendo também à Internet das Coisas, conceito que trata de eletrodomésticos e maquinários inteligentes e conectados à rede mundial de computadores.

## Métodos para melhorar as taxas de conversão
O processo de aumento das taxas de conversão é designado por otimização da taxa de conversão. No entanto, diferentes sítios podem considerar a "conversão" como um resultado diferente de uma venda. Suponhamos que um cliente precisa de abandonar um carrinho de compras em linha. A empresa pode oferecer uma oferta especial, como o envio gratuito, para converter o visitante num cliente pagante. A empresa pode também tentar reconquistar o cliente, utilizando um método de envolvimento em linha para tentar ajudá-lo no processo de compra.
Entre as muitas acções possíveis para aumentar as taxas de conversão, a mais relevante pode ser:
- Utilizar os princípios de Atenção, Interesse, Desejo, Ação (AIDA) para criar uma experiência de utilizador através do funil de conversão[13]
- Aumentar a confiança do utilizador no sítio, no produto e na empresa, apresentando logótipos de empresas terceiras e um design de sítio de qualidade
- Melhorar a estrutura de navegação do sítio para que os utilizadores possam navegar e fazer compras com o mínimo de esforço[14]
- Melhorar e concentrar o conteúdo do sítio Web, incluindo texto, fotografias, ilustrações e vídeos, para direcionar as conversões[15]
- Rever, editar ou remover dados desactualizados ou que causem distração
- Segmentação de clientes. Trata-se de um método de divisão de uma vasta gama de clientes em segmentos mais pequenos com base nos seus pontos comuns. A forma de dividir uma grande base de clientes em subgrupos varia consoante o que a sua empresa e os seus clientes fazem[16][17]
- Melhorar a usabilidade para reduzir os obstáculos à conversão
- Crie um formato de autosserviço ao cliente que permita ao utilizador encontrar rapidamente respostas informativas utilizando uma base de dados de aprendizagem.
- Oferecer assistência ativa (por exemplo, chat, co-navegação)

## Evolução Contemporânea: Do Marketing Conversacional ao Marketing Conversacional Integrado (MCI)
Com o avanço das tecnologias de inteligência artificial, interfaces conversacionais e a crescente demanda por experiências hiperpersonalizadas, o conceito de Marketing Conversacional passou por uma reconfiguração estratégica. Essa transformação resultou na formulação do que passou a ser chamado de Marketing Conversacional Integrado (MCI) — um modelo que amplia o escopo conversacional, conectando áreas tradicionalmente siloadas como marketing, vendas, atendimento, customer success e performance de negócios em uma jornada contínua e centrada no cliente.
O MCI se alinha diretamente aos princípios defendidos por Kotler et al. no livro Marketing 6.0: The Future is Immersive (2024)
, que propõe uma evolução do marketing baseada em cinco forças: inteligência artificial, imersão, inclusividade, interatividade e influência. Segundo os autores, o foco passa a ser a experiência total do cliente, com interações integradas e personalização em escala, mediadas por tecnologias emergentes como IA generativa, sensores, linguagem natural e algoritmos de previsão.
A estrutura conceitual do MCI adota como base os chamados 8Cs do Marketing Conversacional:
- Cliente
- Contexto
- Conteúdo
- Comunicação
- Custo
- Conveniência
- Confiança
- Consistência

Esses pilares substituem os modelos anteriores (como os 4Ps e 4Cs), refletindo um novo paradigma voltado para a entrega de valor contínuo e experiências omnichannel. A abordagem é orientada por dados em tempo real, com decisões tomadas a partir de ciclos de feedback dinâmicos e aprendizagem constante.

Assim, o Marketing Conversacional Integrado consolida-se como uma extensão prática e operacional dos fundamentos do Marketing 6.0, promovendo experiências imersivas, empáticas e escaláveis que elevam a maturidade digital das organizações.